# پیشکوه علیا
پیشکوه علیا نام روستایی است کوچک در دهستان القورات از توابع بخش مرکزی شهرستان بیرجند، واقع در استان خراسان جنوبی که بر پایه سرشماری عمومی نفوس و مسکن در سال ۱۳۹۵ جمعیت این روستا ۲۰ نفر (در ۵ خانوار) بوده‌است.